# Desperado (Buffalo Bill's)
Pour les articles homonymes, voir Desperado.
Desperado sont des méga montagnes russes et des hyper montagnes russes (car elles n'ont pas d'inversion) de l'hotêl et casino Buffalo Bill's, situé à Primm, dans le Nevada, aux États-Unis.

## Statistiques
- Trains : 3 de 5 wagons. Les passagers sont placés par deux sur trois rangs pour un total de 30 passagers par train.